# Bronka Nowicka
Bronka Nowicka, właśc. Bronisława Nowicka (ur. 17 listopada 1974 w Radomsku) – polska reżyserka teatralna i telewizyjna, plastyczka oraz poetka nagrodzona Nagrodą Literacką „Nike”. Doktor sztuk plastycznych, adiunkt na Wydziale Reżyserii Filmowej i Telewizyjnej Państwowej Wyższej Szkoły Filmowej, Telewizyjnej i Teatralnej w Łodzi, prorektor tej uczelni ds. studentów i nauczania w latach 2020–2022.

## Życiorys
Absolwentka PWSFTViT w Łodzi (2004) oraz ASP w Krakowie (2011). Jej etiuda filmowa Tristis (2001) była nagradzana na międzynarodowych festiwalach szkół filmowych. Nakręciła także etiudy: Odbicia (2000), Dzieci (2000), Film o Piotrze Nowaku (2001), Pędzę, pędzę (2002) i Mantra (2004). Reżyserowała spektakle teatralne w Teatrze im. Stefana Jaracza w Olsztynie, Teatrze Studio w Warszawie i Teatrze im. Adama Mickiewicza w Częstochowie. W telewizji TVN reżyserowała program Superniania. Jej debiutancka książka poetycka Nakarmić kamień zdobyła Nagrodę Nike 2016. Otrzymała również III nagrodę w XII Ogólnopolskim Konkursie Literackim „Złoty Środek Poezji” 2016 za najlepszy poetycki debiut książkowy roku 2015. W dniu 29 września 2017 uzyskała na Wydziale Grafiki i Sztuki Mediów Akademii Sztuk Pięknych we Wrocławiu stopień doktora sztuk plastycznych. Promotorem jej doktoratu był Czesław Chwiszczuk.

## Książki
- Nakarmić kamień (Biuro Literackie, Wrocław 2015)
- Kodeks Pomylonych (Biuro Literackie, Wrocław 2020)

## Nagrody i wyróżnienia
- 2002 – wyróżnienie honorowe na XXII Festiwalu Filmów Studenckich w Monachium za film Tristis
- 2002 – nagroda dla najlepszego filmu na V Europejskim Festiwalu Szkół Filmowych w Bolonii za film Tristis
- 2016 – III nagroda w XII Ogólnopolskim Konkursie Literackim „Złoty Środek Poezji” na najlepszy poetycki debiut książkowy roku 2015 za Nakarmić kamień
- 2016 – Nagroda Literacka „Nike” za książkę Nakarmić kamień